# Laurens Jan Brinkhorst
Laurens Jan Brinkhorst (Zwolle, 18 maart 1937) is een Nederlands voormalig politicus van de Democraten 66 (D66), oud-diplomaat en jurist. Brinkhorst was partijleider van D'66 in 1982. Hij was van 1973 tot 1977 staatssecretaris van Buitenlandse Zaken in het kabinet-Den Uyl, van 1977 tot 1982 lid van de Tweede Kamer, waarbij hij van 1981 tot 1982 fractievoorzitter van D'66 was. Van 1982 tot 1987 was hij Europees ambassadeur naar Japan. Brinkhorst was van 1994 tot 1999 lid van het Europees Parlement. Van 1999 tot 2002 was hij minister van Landbouw, Natuurbeheer en Visserij in het kabinet-Kok II, van 2003 tot 2006 minister van Economische Zaken in het kabinet-Balkenende II, en van 2005 tot 2006 kortstondig vicepremier in datzelfde kabinet.

## Levensloop
Zijn ouders waren Marius Jacobus Brinkhorst (1902–1943) en Françoise Laurence Wilhelmina Hoolboom (1901–1981).

### Opleiding
Na het behalen van het diploma gymnasium-B aan Christelijk Gymnasium Sorghvliet in Den Haag studeerde hij rechten aan de Rijksuniversiteit Leiden (doctoraalexamen 1959). Vervolgens behaalde hij in 1961 zijn MA in Public Law and Government aan de Columbia-universiteit te New York.

### Juridische werkzaamheden
Na zijn studie werkte hij bij het advocatenkantoor Shearman & Sterling in New York. Vanaf 1962 was hij werkzaam bij het Europa-Instituut van de Rijksuniversiteit Leiden, waar hij vanaf 1965 tevens lector recht der internationale organisaties was; per datzelfde jaar werd hij directeur van het instituut, na de benoeming van Ivo Samkalden tot minister van Justitie. Van 1967 tot 1973 was hij hoogleraar Europees recht aan de Rijksuniversiteit Groningen op de eerste leerstoel in dat vakgebied in Nederland; hij werd als directeur van het Leidse Europa Instituut opgevolgd door de diplomaat Herman Hendrik Maas.

### Politieke werkzaamheden
Van 1970 tot 1971 was Brinkhorst namens D'66 lid van de Provinciale Staten van Groningen. Van 11 mei 1973 tot 8 september 1977 was hij staatssecretaris van Buitenlandse Zaken, belast met Europese Zaken in het kabinet-Den Uyl. Van 1977 tot 1982 was hij voor D'66 lid van de Tweede Kamer der Staten-Generaal, in 1981/1982 ook als fractievoorzitter.

### Europese werkzaamheden
In 1982 werd Brinkhorst benoemd tot hoofd van de delegatie van de Commissie van de Europese Gemeenschappen te Japan. Vanaf 1987 was hij directeur-generaal voor Milieuzaken, Consumentenbelangen en Nucleaire Veiligheid - vanaf 1989 voor Milieuzaken en Nucleaire Veiligheid - bij de Commissie van de Europese Gemeenschappen.

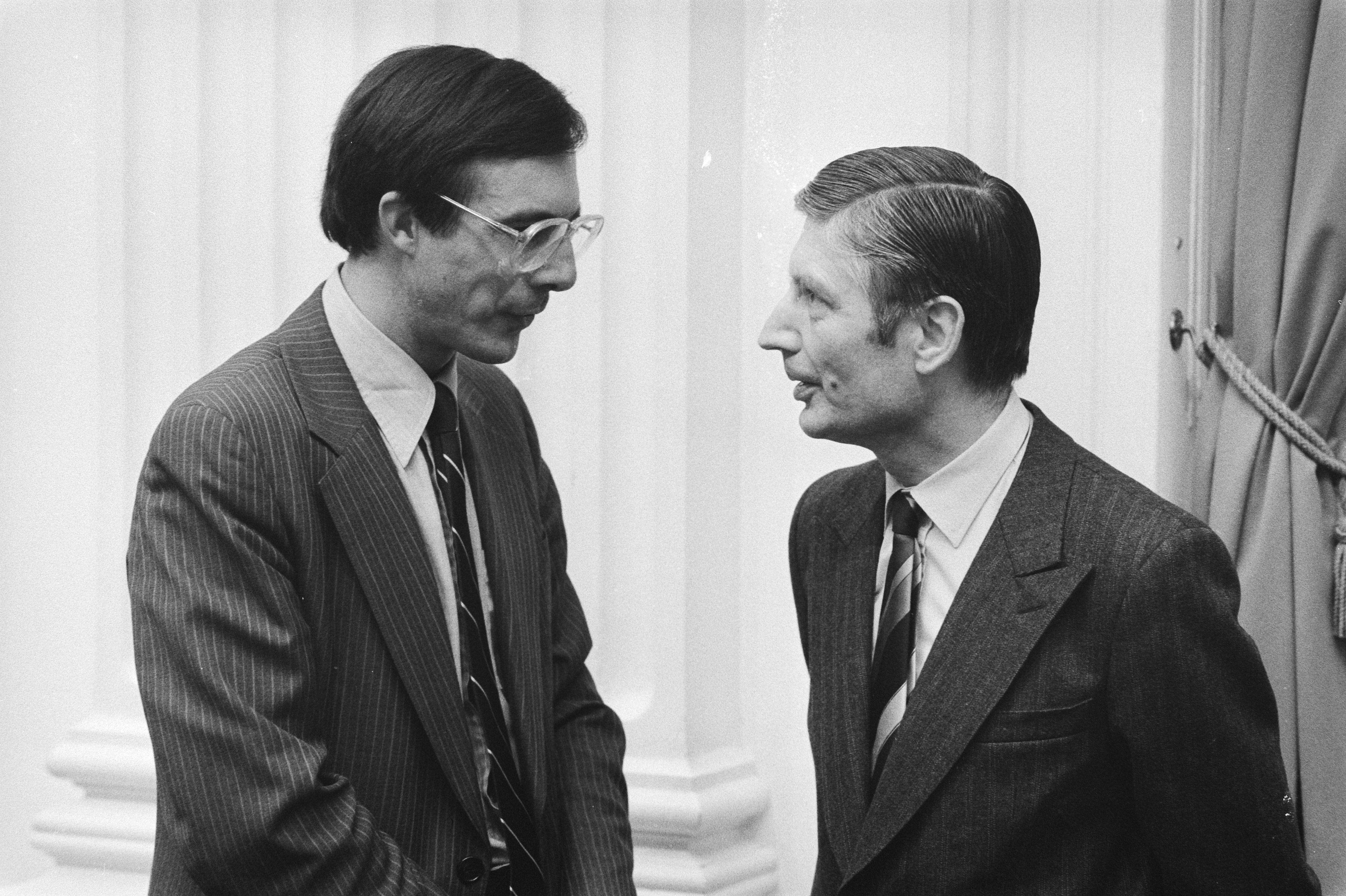
Brinkhorst en premier Dries van Agt in de Tweede Kamer op 3 februari 1981.

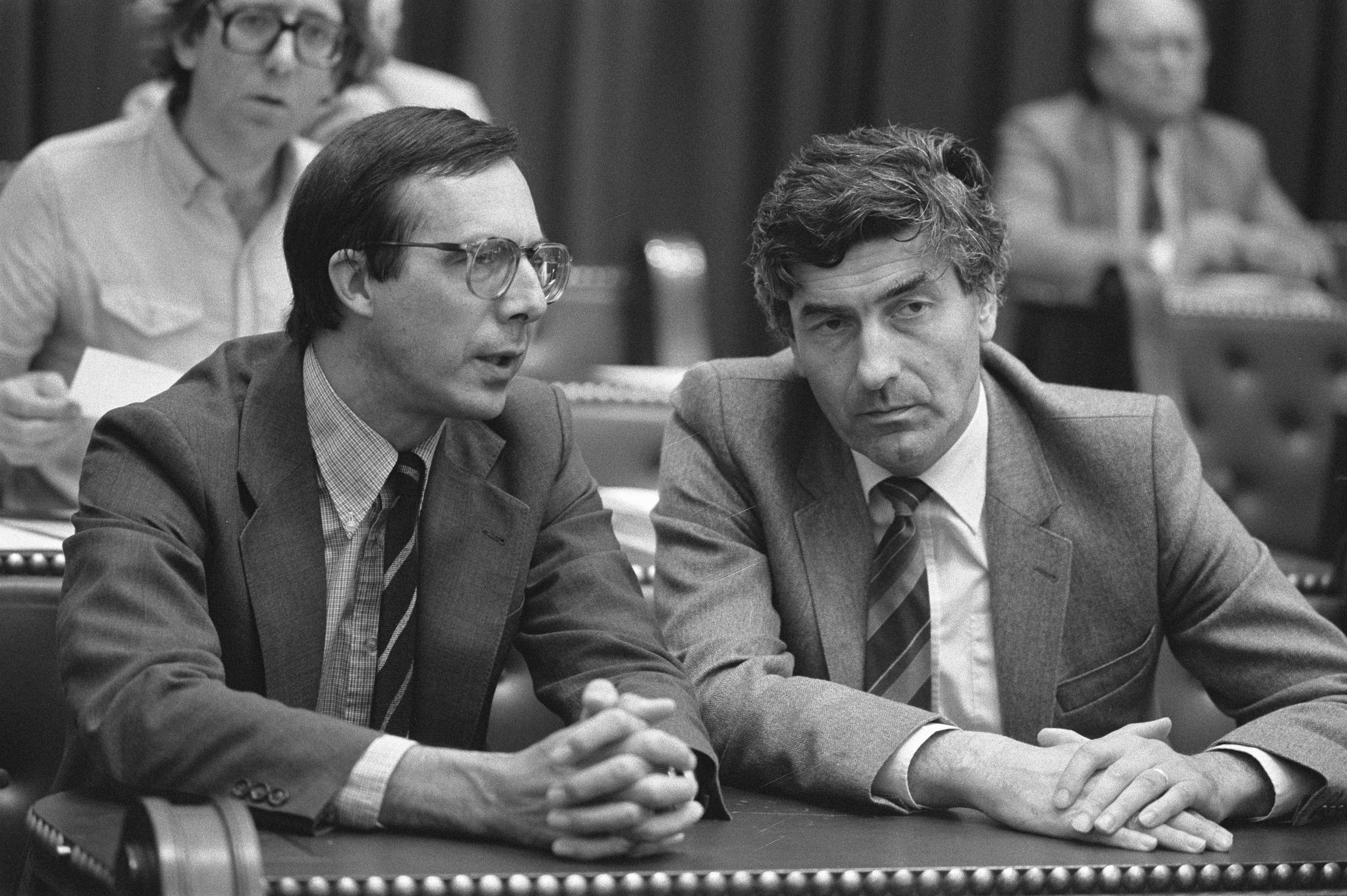
Brinkhorst en CDA-fractievoorzitter Ruud Lubbers in de Tweede Kamer op 9 juni 1982.

### Terug in de politiek en andere nevenfuncties
- Van 1994 tot 1999 was Brinkhorst lid van het Europees Parlement. Ook was hij daarvoor onder andere lid van de Provinciale Staten van de provincie Groningen voor D'66, lid Adviesraad World Resources Institute, Washington D.C., lid curatorium Nederlands Economisch Instituut (NEI), buitengewoon hoogleraar Internationaal milieurecht aan de Universiteit Leiden, lid Board of Directors Salzburg Seminar, lid Board of Directors International Institute of Sustainable Development en gasthoogleraar Internationaal milieurecht, Universiteit van Lausanne.
- Van 8 juni 1999 tot 22 juli 2002 was hij minister van Landbouw, Natuurbeheer en Visserij in het Kabinet-Kok II. Zijn ministerschap werd gekenmerkt door een zeer moeizame verstandhouding met de agrarische sector en gedomineerd door de MKZ-crisis (2001).
- Hij was daarna Adviser European Affairs bij NautaDutilh te Brussel en hoogleraar Transnational and European Governance aan de Universiteit van Tilburg.
- Brinkhorst werd op 27 mei 2003 benoemd tot minister van Economische Zaken in het kabinet-Balkenende II. Tijdens dit ministerschap speelde Brinkhorst een belangrijke rol als voorstander van de bouw van nieuwe kolencentrales.[3] Op 22 maart 2005 zei Brinkhorst over Ed van Thijn "eens een rat, altijd een rat" toen de PvdA-fractie tegen het deconstitutionaliseren van de benoemingswijze van de burgemeester stemde en daarmee effectief het pad naar een direct gekozen burgemeester blokkeerde.[4]

### Aftreden als minister
In april 2006 besliste de Tweede Kamer over het al dan niet laten deelnemen van Nederlandse militairen aan een missie in de Afghaanse provincie Uruzgan. Brinkhorst dreigde met aftreden als de fractie van D66 tegen de missie zou stemmen, wat tot een kabinetscrisis zou hebben geleid. Hij zou letterlijk "Ik zeg mijn lidmaatschap op en sleur jullie mee in mijn val" hebben gezegd.

Op 29 juni 2006 trok de Tweede Kamerfractie van D66 alsnog de steun aan het kabinet-Balkenende II in, door haar blijvende onvrede met het vreemdelingenbeleid van minister Rita Verdonk, culminerend in de onduidelijkheid met betrekking tot de verblijfsstatus en nationaliteit van Ayaan Hirsi Ali. De koningin verleende Brinkhorst op 3 juli 2006 op de meest eervolle wijze ontslag, nadat Brinkhorst samen met de andere twee bewindslieden van D66, minister Alexander Pechtold en staatssecretaris Medy van der Laan, daartoe een verzoek had ingediend.

### Verdere personalia
Met ingang van 1 november 2006 werd Brinkhorst hoogleraar Internationaal en Europees recht en bestuur aan de Universiteit Leiden. Hierbij ging hij tevens het College van Bestuur adviseren over internationale relaties.
Hij is lid van de raad van advies van The Rights Forum.
Brinkhorst is getrouwd met Jantien Heringa met wie hij een zoon en een dochter heeft. De laatste (Laurentien) trouwde in 2001 met prins Constantijn der Nederlanden.

### Opvallende uitspraken
Van Brinkhorst werden regelmatig uitspraken opgetekend die als kwetsend of denigrerend worden ervaren, met name over boeren. In 2001 gaf hij in het blad Opzij zelfs toe dat hij graag provoceert. Zo zei Brinkhorst tijdens de MKZ-crisis van 2001 dat de getroffen boeren krokodillentranen huilden. Over de twijfel die er heerste in Kootwijkerbroek over de besmetting met MKZ zei hij: 'Zolang Onze Lieve Heer zelf niet heeft gesproken, is er kennelijk geen MKZ. Ik denk dat men daarop nog lang zal kunnen wachten.'
In dagblad de Volkskrant merkte hij op dat boeren verwend zijn, omdat ze veertig jaar lang aan de subsidietrog hebben gelegen en Boeren willen als ondernemer door het leven gaan, maar als ambtenaar worden betaald. Een aantal boerenleiders noemde hij valse profeten en rattenvangers van Hamelen. In een in 2020 uitgezonden interview zei hij over de inwoners van Kootwijkerbroek 'Ik denk ook niet dat heel veel mensen in Kootwijkerbroek het prettig vinden om te zien dat ik nog steeds springlevend ben'.
Over de film Submission zei Brinkhorst in 2004 'Je weet wat er gebeurt als je in een munitiemagazijn een sigaret opsteekt'. Een jaar later zei hij over de mogelijkheid dat de Nederlandse bevolking tegen de Europese grondwet zou stemmen: 'Op den duur gaat in Nederland dan het licht uit en dan zetten we ons land op slot'.

## Onderscheidingen
- Ridder in de Orde van de Nederlandse Leeuw (11 april 1978)
- Officier in de Orde van Oranje-Nassau (10 december 2002)
- Onderscheidingen van de regeringen van Denemarken, Italië, België, Frankrijk, Oostenrijk, Luxemburg en Polen